# Devils Thumb
Devils Thumb, nebo také Taalkhunaxhku Shaa, je hora na hranicích Aljašky a Britské Kolumbie, nedaleko obce Petersburg, jejíž vrchol dosahuje výšky 2767 m n. m. Dobrodruh a spisovatel Jon Krakauer popsal výstup na tuto horu ve své knize Vábení hor (v anglickém originále Eiger Dreams). Svému sólovému výstupu na horu, který provedl roku 1977, rovněž věnoval dvě kapitoly v knize Útěk do divočiny, jejíž zbylé části jsou věnovány životu Christophera McCandlesse. Mezi další horolezce, kteří vystoupili na vrchol hory, patří například Fred Beckey, který v roce 1946 spolu s Cliffordem Schmidtkem a Bobem Craigem provedl prvovýstup.